# Зеленчукская
Зеленчу́кская (абаз. Зеленчыкв, Зеленчукская, карач.-балк. Зеленчук, Джаланджюк, ног. Зеленчукский) — станица, административный центр Зеленчукского района Карачаево-Черкесии (Россия). Также является центром Зеленчукского сельского поселения.

## География
Станица Зеленчукская расположена у места впадения в Большой Зеленчук реки Хуса-Кардоникская, приблизительно в 60 км юго-западнее Черкесска. В 9 км западнее находится станица Сторожевая, в 6 км восточнее — Кардоникская (расстояния по дорогам). Основная часть жилой застройки сосредоточена в междуречье Большого Зеленчука и Хусы-Кардоникской, на правом берегу Большого Зеленчука, меньшая часть — на левом берегу реки. Несколько улиц находится на правом берегу Хусы-Кардоникской, на восточной и северной окраинах станицы Зеленчукской.
Населённый пункт расположен в низменной котловине, ограниченной с севера безлесными южными склонами Скалистого хребта. Непосредственно к северу от Зеленчукской в составе хребта возвышается вершина высотой 1609,9 м, с обрывистым западным склоном, носящим название «скала Джисса» (Шисса). Ближе к станице, между долинами Большого Зеленчука и Марухи, отмечено несколько более низких вершин (в пределах 1000—1300 м), составляющих южные отроги хребта. С западного склона горы по балке Бородина стекает несколько ручьёв, впадающих затем в Большой Зеленчук. Ниже станицы по течению реки, в широком речном ущелье между двумя участками Скалистого хребта, находится аул Ильич.
Восточнее Зеленчукской, по направлению к станице Кардоникской, небольшое повышение рельефа, продолжающее южные отроги Скалистого хребта, переходит затем в умеренно лесистые, преимущественно берёзово-ольховые, предгорья (урочище Башлык, вершины 1089,5 м и 1100,5 м, далее на юг высоты только растут). К западу от станицы, в направлении Сторожевой, низменная равнина в междуречье Большого Зеленчука и Кяфара (ближайший к населённому пункту участок этой равнины северо-западнее Зеленчукской составляет урочище Могилку) также постепенно переходит в поросшее редким лесом предгорье. С него в Большой Зеленчук стекают два водотока — Малый Карабижгон (ближе к станице) и Большой Карабижгон (дальше на запад). Невысокий кряж на правом берегу Малого Карабижгона носит название «урочище Смаглин».
Южнее, выше по течению Большого Зеленчука, расположено село Даусуз, выше по течению реки Хуса-Кардоникская — село Хуса-Кардоник. Юго-восточнее, в долине Марухи, находится одноимённое село. В этом районе располагаются гидротехнические сооружения Зеленчукской ГЭС-ГАЭС, по которым осуществляется переброска вод Большого Зеленчука и Марухи в Кубань. Это гидроузел на Большом Зеленчуке в Даусузе (с водохранилищем, ограниченным насыпной плотиной), канал до Хусы-Кардоникской, туннель до Марухи, гидроузел на Марухе (также с водохранилищем и плотиной).
На южной окраине станицы Зеленчукской, на равнине между Большим Зеленчуком и Хуса-Кардоникской, расположен радиотелескоп РАТАН-600 Специальной астрофизической обсерватории РАН. В 4-4,5 км южнее него, между Даусузом и селом Хуса-Кардоник, уже в предгорье, находится Радиоастрономическая обсерватория «Зеленчукская». На восточной окраине станицы, у въезда в Зеленчукскую, создан геоглиф (точнее, надпись из деревьев) «65 ЛЕТ ПОБЕДЫ» в честь годовщины победы в Великой Отечественной войне.

### Климат
Климат Зеленчукской умеренно тёплый с короткой зимой и продолжительным тёплым летом, с достаточным увлажнением. Из-за возвышенного расположения здесь летом прохладнее, чем в северных районах республики, зимой разница в температурах менее заметна.
| Показатель                  | Янв. | Фев. | Март | Апр. | Май  | Июнь | Июль | Авг. | Сен. | Окт. | Нояб. | Дек. | Год |
| --------------------------- | ---- | ---- | ---- | ---- | ---- | ---- | ---- | ---- | ---- | ---- | ----- | ---- | --- |
| Средняя температура, °C     | −1,8 | −1,2 | 2,4  | 7,7  | 12,5 | 15,8 | 18,5 | 18,5 | 14,5 | 9,7  | 4,7   | 0,6  | 8,5 |
| Норма осадков, мм           | 45   | 40   | 52   | 78   | 100  | 123  | 100  | 94   | 79   | 68   | 61    | 58   | 898 |
| Источник: Climate-Data.org. |      |      |      |      |      |      |      |      |      |      |       |      |     |

## История

### Ранняя история
Район современной станицы Зеленчукской был заселён, по крайней мере, уже в эпоху мустье — в долине Хусы-Кардоникской был найден кремнёвый отщеп соответствующего периода. Находки, говорящие о пребывании человека в этих местах в более поздние эпохи, представлены, в частности, артефактами VI—VII веков. Это вещи, найденные в каменной гробнице в местности Боготобагде в окрестностях станицы, и глиняные сосуды аланского типа, обнаруженные при строительных работах в самой Зеленчукской осенью 1974 года.
В районе станицы открыты остатки каменных крепостей (с каменными валами). По некоторым данным, от устья Большого Зеленчука до современной Зеленчукской таких крепостей насчитывалось 6. Найдены каменные плиты, кресты, столбы, статуи, в том числе мужское изваяние без головы, рук и ног, с поясом и топориком на нём. На левом берегу Большого Зеленчука, на холме Батарея, напротив станицы, существовало раннесредневековое поселение.
У Зеленчукской зафиксированы мелкие курганы кабардино-черкесского типа. В 3-4 км севернее станицы, на левом берегу Зеленчука, в устье реки Большой Карабижгон, расположен курганный могильник адыгского типа XIV—XVI веков.

### Основание станицы
Станица Зеленчукская основана 19 апреля 1859 года, в один день со станицей Кардоникской, 2-м батальоном Литовского пехотного полка, входившим в Зеленчукский отряд, созданный для постройки двух новых и прикрытия уже построенных ранее станиц (войска прикрытия находились в Сторожевой). Места для строительства Зеленчукской и Кардоникской были выбраны начальником Урупской кордонной линии подполковником Е. Ф. Семёнкиным. Окрестности будущих поселений представляли собой гористую местность, покрытую лесами. Вокруг строящихся станиц сразу же устраивались валы, по берегам Большого Зеленчука вырубался лес.
В Зеленчукскую для заселения станицы было направлено 3 офицерских семьи, 61 семья линейных казаков, 54 — донских, малороссийских семей — 78, нижних чинов регулярного войска — 108 семей. Кроме батальона Литовского полка, в станице находились две сотни 1-го Волжского полка Кавказского линейного казачьего войска и взвод артиллерии.
Из двух основанных в 1859 году станиц именно Зеленчукская стала объектом атак горцев. Уже 9 мая отряд из 600 горцев имел столкновение с сотней казаков, которая была выслана на разведку. 20 мая неприятельская партия численностью до 1 тыс. человек произвела нападение на лагерь, где размещались части, строившие станицу. Гарнизон Зеленчукской в ходе боя потерял убитыми, утонувшими (при попытке переправы на левый берег Зеленчука, в тыл отряду горцев), ранеными и пленными 21 человека. Главной целью нападения был угон скота: было угнано, в общей сложности, 259 лошадей и голов крупного рогатого скота. В конце мая 1859 года в Зеленчукскую прибыл батальон Крымского пехотного полка, сменивший в июле литовцев, убывших к новому месту дислокации в Мелитопольский уезд.
По рассказам сторожил, на месте нынешнего АТП находился небольшой черкесский аул с несколькими черкесскими семьями. После нескольких лет "не дружелюбного" соседства с казаками, черкесы перебрались на место нынешнего аула Али-Бердуковский.

### Станица в XIX — начале XX века
В окрестностях Зеленчукской имелось несколько сторожевых и наблюдательных постов: южнее станицы — пост Зеленчукский, северо-западнее, по дороге в станицу Сторожевую — Карабежгонский, восточнее, по направлению к станице Кардоникской, существовала сторожевая башня.
В военном отношении станица была приписана сначала ко 2-му Урупскому казачьему полку, сформированному в 1858 году и входившему в состав 3-й Урупской бригады, в 1870 году она вошла в Хопёрский полковой округ, в котором базировался Хопёрский 1-й казачий полк. С 1869 года входила в Баталпашинский уезд, с 1888 года — Баталпашинский отдел Кубанской области.
По данным 1873—1874 годов численность населения Зеленчукской составляла 2033 человека. В 1882 году проживало 2530 человек (379 хозяйств, православные, в основном малороссы и великороссы). В 1915 году было 7695 жителей в 1213 дворах.
Исторический центр станицы, по некоторым данным, располагался в районе нынешней средней школы № 1. В плане поселение представляло собой четырёхугольник, что было типично для казачьих станиц в тот период. Один угол четырёхугольника, по неподтверждённым сведениям — пересечение нынешних улиц Школьной и Советской (северо-восточный угол), другой угол — пересечение улиц Советской и Гагарина (юго-восточный угол).
Станицы, как правило, окружались земляным валом и глубоким рвом перед ним. По валу шла ограда, обсаженная колючим кустарником. Зеленчукская тоже имела ров глубиной 2,5 м и шириной 3 м вверху и 1,5 по дну. Колючим кустарником для усиления земляной ограды была облепиха или дереза. Ров начинался от реки и опоясывал курган на северной границе поселения (сейчас на кургане стоит районная больница), затем шёл по современной улице Советской, имевшей ранее в этой связи название «Канава».
Ворота с наблюдательной вышкой (ещё одна характерная особенность станичных укреплений в середине XIX века) на севере станицы располагались, по некоторым данным, в створе нынешней улицы Победы. Некоторые станицы имели пушки. Вышеупомянутый курган (в створе современной улицы Интернациональной) имел сторожевую вышку с пушкой. В Зеленчукской, по неподтверждённым сведениям, было 4 орудия, установленных по углам поселения, где имелись вышки и навесы для пушек. Со стороны реки были ворота и спуск к воде, но укреплений не было.
Традиционное казачье жилище в станице в тот период представляло собой почти квадратный в плане саманный дом, крытый соломой или дранью. В Зеленчукской и Кардоникской дома, как правило, белили известью. Со стороны входа — открытая веранда, затем сени, откуда можно попасть в жилую комнату — собственно «хату», с невысокими потолками и тремя выступающими балками. Сбоку от входа в углу помещалась русская печь с лежанкой.
Зеленчукская первоначально снабжалась из станицы Исправной. В первые годы существования поселения распорядок хозяйственной деятельности жителей определялся военным начальством с учётом военной обстановки. Хуторов и выселков станицы, поселённые в окружении немирных горских племён, изначально не имели. На ночь жители собирались в станице за закрытыми воротами и с усиленной охраной. Днём, при отсутствии угрозы со стороны горцев, разрешалось выезжать на работы в поле, часто с военным прикрытием. Мужчины работали с оружием. Позднее практикой стало ночевать в поле, но исключительно большими таборами, а не в одиночку. Целью нападений горцев, в числе прочего, было взятие пленных для последующего получения выкупа.
По состоянию на 1882 год Зеленчукская уже имела в своих окрестностях 4 хутора (казаков Бородина, Зинченко, Фисуна и Ярошенко). Всего казачьему обществу станицы принадлежало 23 918 десятин земли. В станице были церковь, школа для мальчиков, 2 лавки, 3 питейных заведения, 8 водяных мукомольных мельниц. По сведениям на 1915 год в Зеленчукской располагались станичное правление, приёмный покой на 6 коек с одним врачом, фельдшером и повивальной бабкой, начальное училище, почтовое отделение, церковь, лесничество, мельница, сыроваренный и лесопильный заводы. В станице устраивались ярмарки: Николаевская в мае и Покровская в октябре.

### Станица в XX веке
В период Гражданская война в 1918 году в районе Зеленчукской и окрестных станиц действовали повстанческие отряды А. Г. Шкуро. Окончательно закрепившись в Баталпашинском отделе, Шкуро, по некоторым данным, организовал строительство в Зеленчукской лесопильного завода для восстановления разрушенных станиц.
В период Великой Отечественной войны в августе 1942 года Зеленчукская была оккупирована немецкими войсками, в станице располагался штаб горных стрелков. Южнее, в верховьях Большого Зеленчука, действовал партизанский отряд, сформированный в городе Черкесске.
По распоряжению немецкого коменданта Зеленчукской полковника Тумма в ночь с 6 на 7 декабря 1942 года арестованные в количестве 180 человек были под конвоем уведены в поле первой бригады колхоза им. 18-го Партсъезда в одном километре от станицы Зеленчукской и без всякого суда и следствия расстреляны. В основном это были евреи. Среди расстрелянных были дети в возрасте от нескольких месяцев до 12 лет.
В годы советской власти в станице велось активное жилое и социальное строительство. Было построено некоторое количество многоквартирных жилых домов, построены больница, универмаг, почтамт, здания для учреждений образования (в том числе в Зеленчукской появилась музыкальная школа) и размещения районных органов власти, открыт широкоэкранный кинотеатр.
В ходе распада СССР, в рамках так называемого парада суверенитетов (в границах РСФСР), 19 августа 1991 года на некоторых территориях Карачаево-Черкесской автономной области была провозглашена Зеленчукско-Урупская Казачья Советская Социалистическая Республика со столицей в станице Зеленчукской. 30 ноября 1991 года была провозглашена Верхне-Кубанская Казачья Республика, также со столицей в Зеленчукской, ставшая результатом объединения Зеленчукско-Урупской Казачьей ССР и провозглашённой 10 августа Баталпашинской Казачьей Республики, со столицей в Черкесске. Верхне-Кубанская Республика объединила территории с русским казачьим населением в рамках исторического региона Верхняя Кубань и должна была, через вхождение в Союз Казачьих Республик Юга России, оказаться в составе Союза Суверенных Государств. Реальных политических последствий данные заявления не повлекли, на референдуме в марте 1992 года, согласно официальным данным, большинство населения Карачаево-Черкесии высказалось против разделения на несколько национальных республик.
В 1992—1994 годах в Зеленчукской временно базировалась 56-я отдельная гвардейская десантно-штурмовая бригада, передислоцированная из города Иолотань Туркменской ССР (впоследствии убыла в город Волгодонск Ростовской области).
В 1999 году, в ходе политического кризиса в КЧР, спровоцированного выборами главы республики, Зеленчукская стала одним из мест проведения митингов в поддержку так называемого «черкесского» кандидата С. Э. Дерева.
В постсоветский период в рамках возрождения казачества Зеленчукская стала местом размещения штаба Зеленчукского районного казачьего общества Баталпашинского отдела Кубанского войскового казачьего общества.

## Население
| 1915    | 1959    | 1970    | 1979    | 1989    | 2002    | 2010    |
| ------- | ------- | ------- | ------- | ------- | ------- | ------- |
| 7695    | ↗16 464 | ↗17 894 | ↗17 948 | ↗20 455 | ↗21 025 | ↘19 449 |
| 2021    |         |         |         |         |         |         |
| ↗20 009 |         |         |         |         |         |         |

Крупнейший сельский населённый пункт республики, входит в число наиболее крупных сельских населённых пунктов в России.
Национальный состав по переписи 2002 года:
| Национальность        | Население, чел. | Доля в общем населении, % |
| --------------------- | --------------- | ------------------------- |
| русские               | 16 207          | 77,1                      |
| карачаевцы            | 3 668           | 17,4                      |
| украинцы              | 198             | 0,9                       |
| греки                 | 126             | 0,6                       |
| черкесы               | 79              | 0,4                       |
| осетины               | 78              | 0,4                       |
| абазины               | 34              | 0,2                       |
| другие национальности | 635             | 3,0                       |
| всего                 | 21 025          | 100,0                     |

Национальный состав по переписи 2010 года:
| Национальность            | Население, чел. | Доля в общем населении, % |
| ------------------------- | --------------- | ------------------------- |
| русские                   | 14 349          | 73,78                     |
| карачаевцы                | 3 959           | 20,36                     |
| цыгане                    | 160             | 0,82                      |
| украинцы                  | 134             | 0,69                      |
| армяне                    | 114             | 0,59                      |
| греки                     | 98              | 0,50                      |
| черкесы                   | 73              | 0,38                      |
| осетины                   | 49              | 0,25                      |
| абазины                   | 36              | 0,19                      |
| татары                    | 32              | 0,16                      |
| другие национальности     | 191             | 0,98                      |
| национальность не указана | 254             | 1,31                      |
| всего                     | 19 449          | 100,00                    |

По данным Всероссийской переписи населения 2021 года:
| Национальность    | Население, чел. | Доля в общем населении, % |
| ----------------- | --------------- | ------------------------- |
| русские           | 13 597          | 67,95                     |
| карачаевцы        | 5 136           | 25,66                     |
| цыгане            | 172             | 0,85                      |
| армяне            | 92              | 0,46                      |
| черкесы           | 50              | 0,24                      |
| греки             | 46              | 0,22                      |
| осетины           | 42              | 0,20                      |
| украинцы          | 36              | 0,17                      |
| другие/не указано | 838             | 4,18                      |
| всего             | 20 009          | 100,00                    |

## Инфраструктура
Кроме администраций района и сельского поселения, в станице размещаются: отделы правоохранительных органов и силовых структур районного уровня (МВД России, ФСБ, вневедомственная охрана, прокуратура, военкомат), районный суд, территориальные представительства федеральных служб в Зеленчукском районе (Федеральная налоговая служба, Пенсионный фонд РФ, Роспотребнадзор, Росреестр, Ростехинвентаризация, Федеральное казначейство), а также отдел ЗАГС, районный центр занятости населения, пожарная часть № 8, Зеленчукское лесничество. Населённый пункт обеспечен газом, водоснабжением и электроэнергией. Функционируют МУП «Управляющая компания ЖКХ Зеленчукского района» и Зеленчукское дорожно-ремонтное строительное управление. Станица обеспечена услугами почтовой связи (почтамт и 4 почтовых отделения), зарегистрированы отделения банковских организаций, ОАО «Зеленчукавтотранс» оказывает услуги по пассажирским перевозкам.
Образование
- Филиал частного учебного заведения «Ставропольский университет»[34].
- Многопрофильный колледж «Профессионал» (ранее — профлицей № 6, профучилище № 6, профтехучилище № 33)[35].
- Филиал частного Ставропольского кооперативного техникума экономики, коммерции и права.
- 5 средних общеобразовательных школ (№ 1 имени В. П. Леонова, № 2 имени С.-Х. Л. Биджиева, № 3 имени В. В. Бреславцева, № 4 имени И. А. Овчаренко и № 5) и открытая (сменная) общеобразовательная школа.
- 6 детских садов (№ 1, 2, 5, «Золотой Ключик», «Колобок» и «Сказка»).
- Детская школа искусств «Лира».
- Дом детского творчества[33].

Здравоохранение
- Центральная районная больница[36].
- Женская консультация.
- Стоматологическая поликлиника[1].
- Районная ветеринарная станция по борьбе с болезнями животных.
- Филиал Центра гигиены и эпидемиологии КЧР[33].

Культура
- Районный Дворец культуры[33].
- Центральная библиотека[37].
- Районный краеведческий музей имени С. Ф. Варченко. Существует с 1995 года, имеет филиал (отдел аланской культуры) в посёлке Нижний Архыз[38].

## Спорт
В станице находятся детско-юношеская спортивная школа, открытая в 1978 году, и стадион «Зеленчук» вместимостью 2000 человек. В Зеленчукской существует футбольная команда «Зеленчук» (участвовала в первенстве Ставропольского края по футболу).

## Транспорт
Основными транспортными магистралями для станицы Зеленчукской являются автодорога федерального значения А156, являющаяся подъездной дорогой от трассы А155 Черкесск — Домбай (Военно-Сухумской дороги) к международному центру отдыха «Архыз», и автотрасса регионального значения 79К-001 Майкоп — Карачаевск. В станице есть автовокзал.

## Религия
Русская православная церковь
Станица Зеленчукская является центром благочиния Южного Карачаево-Черкесского церковного округа Пятигорской и Черкесской епархии, созданного 20 октября 2011 года на территории Зеленчукского, Карачаевского и Урупского районов Карачаево-Черкесии. В станице находятся:
- Храм святых первоверховных апостолов Петра и Павла[41], главный храм благочиннического округа[40].
- Церковь святого великомученика Феодора Тирона на станичном кладбище[42].

Ислам
- Религиозная организация мусульман-суннитов ханафитского мазхаба.
- 2 мечети[43].

Протестантизм
- Церковь евангельских христиан-баптистов, находящаяся в ведении Российского союза евангельских христиан-баптистов[44].

## Достопримечательности
- Остатки каменных крепостей XII—XIV веков. Памятник республиканского значения, находится на северной окраине станицы, на правом берегу Хусы-Кардоникской[1][45].

### Памятники
Объекты культурного наследия местного значения
- Обелиск в честь основания станицы Зеленчукской в 1859 году. Есть сведения, что впервые был установлен в 1909 году. По некоторым данным, обновлён в 1966 году.
- Братская могила воинов, погибших в годы Гражданской войны. Находится в центральном парке станицы. Согласно табличке на мемориале, в могиле также похоронены воины Советской Армии и партизаны, погибшие в период Великой Отечественной войны[46].
- Обелиск в честь погибших в годы Гражданской войны.
- Братская могила защитников Марухского перевала, погибших в борьбе с фашистами в 1942 году. Находится в центральном парке станицы. По одним данным, существует с 1966 года, по другим — с октября 1962 года[18].
- Братская могила мирных жителей, расстрелянных фашистами в августе 1942 года. Находится на северной окраине станицы.
- Памятник В. И. Ленину.
- 3 братские могилы  с установленным крестом в балке Широкая (Смертельная), казакам зарубленным 22, 26 и 28 апреля 1920 года. Там же расстрелян и последний белогвардейский атаман станицы Зеленчукской Дзюба П.Д. Балка Широкая находится на северной окраине станицы Зеленчукской, недалеко от места казни мирных жителей в 1942.

Другие
- Мемориал памяти павших защитников Отечества. Посвящён воинам, погибшим в 1917—1919 и в 1941—1945 годах. Находится в центральном парке станицы, в составе мемориала — Вечный огонь. Открыт в 1980-х годах, в 2010 году были установлены именные памятные доски героям-землякам: Герою Советского Союза С. А. Белану (уроженец села Маруха), С.-Х. Л. Биджиеву, Герою Советского Союза В. П. Леонову (указан как уроженец Зеленчукской, в действительности являлся уроженцем Новосибирской области, его почитание в КЧР связано с тем, что в Зеленчукской в послевоенные годы проживали родственники Героя), А. В. Никулиной (родилась в станице Кардоникской), И. А. Овчаренко, Герою Советского Союза Д. И. Панченко (родился в станице Исправной)[47].
- Памятник ликвидаторам последствий аварии на Чернобыльской АЭС в период с 1986 по 1990 год. Установлен в 2003 году.
- Мемориал памяти воинов-интернационалистов, участников войны в Афганистане. Находится в центральном парке[48].
- Памятник казакам — жертвам политических репрессий.
- Памятный знак, посвящённый депортации карачаевского народа 1943—1957 годов.

## Персоналии
- Биджиев, Солтан-Хамид Локманович — Герой Российской Федерации, работал в органах власти и на предприятиях станицы Зеленчукской.
- Гришай, Пётр Андреевич — атаман станицы Зеленчукской, депутат Государственной думы Российской империи I созыва.
- Лобжанидзе, Борис Григорьевич — советский хозяйственник и государственный деятель, уроженец станицы.
- Овчаренко, Иван Андреевич — полный кавалер ордена Славы, уроженец станицы.
- Попов, Юрий Лазаревич — оперный певец, народный артист СССР, уроженец станицы.
- Шаов, Тимур Султанович — российский автор-исполнитель, работал врачом в Зеленчукской.
- Шендриков, Иван Максимович — участник Великой Отечественной войны бригадир тракторной бригады Унароковской МТС Ярославского района Краснодарского края. Герой Социалистического Труда.